# Galhi
Galhi (em persa: گلهي, também romanizada como Galhī; também conhecida como Galehhī) é uma aldeia do distrito rural de Murmuri, no condado de Abdanan, na província de Ilam, Irã.
No censo de 2006, sua população era de 58 habitantes, em 13 famílias.